# Primož Trubar
Primož Trubar (czasami także jako Primus Truber, ur. 9 czerwca 1508 w Rašicy, zm. 28 czerwca 1586 w Derendingen) – słoweński duchowny protestancki, uważany za twórcę piśmiennictwa słoweńskiego, autor pierwszej drukowanej książki w języku słoweńskim.

## Życiorys
Trubar urodził się w miejscowości Rašica, w okolicach miasta Velike Lašče. W latach 1520–1521 uczęszczał do szkoły podstawowej w Rijece, a następnie, w latach 1522–1524 w Salzburgu. Stamtąd udał się do Triestu, gdzie miał okazję zetknąć się z wieloma twórcami i myślicielami renesansu, takimi jak np. Erazm z Rotterdamu. W 1528 r. rozpoczął studia na uniwersytecie wiedeńskim, ale nie ukończył ich. W 1530 r. wrócił w swe ojczyste strony, gdzie otrzymał probostwo w Kościele katolickim.
Stopniowo zbliżał się do protestantyzmu, co wywoływało silne rozdźwięki między nim a biskupem Lublany. W 1540 r. ponownie udał się do Triestu, gdzie objął probostwo w kościele św. Bartłomieja. Pracował tam do 1547 roku, kiedy to za sprawą biskupa lublańskiego został za swe poglądy obłożony ekskomuniką, wobec czego musiał opuścić swój urząd. Udał się do Niemiec i osiadł w Tybindze. Tam napisał książkę, która została opublikowana w 1551 r. pod niemieckim tytułem Catechismus in der windischen Sprach. Była to pierwszą drukowaną książką w języku słoweńskim, zawierająca utrzymany w duchu reformacji wykład wiary wraz z fragmentami Biblii, modlitwami, pieśniami kościelnymi. W tym samym roku nakładem własnym Trubara ukazał się Elementarz (Abecedarium), zawierający poza elementarzem także kalendarz. W sumie Trubar jest autorem ok. 25–30 książek słoweńskich, w tym m.in. przekładu Nowego Testamentu w trzech tomach (1557/1560/1577) na język słoweński z przekładu Marcina Lutra, przekładu fragmentów Psałterza (1566).
W 1567 r. Trubar osiadł w miejscowości Deredingen pod Tybingą, gdzie zmarł w 1586 r. Jego grób znajduje się kościele św. Gawła w Deredingen i jest dziś często odwiedzany przez Słoweńców, uważających go za wielkiego pisarza, który dokonał także reformy języka.